# Super Thunder Blade
Super Thunder Blade ist ein 1988 für das Sega Mega Drive veröffentlichtes Shoot ’em up aus der Third-Person- und Top-Down-Perspektive. Es war einer von zwei Launchtiteln der Konsole in Japan. Das Spiel ist Nachfolger von Thunder Blade.

## Spielprinzip
Der Spieler übernimmt als Pilot den neuen Hubschrauber namens ASH-091B (Spitzname „Super Thunder Blade“), eine verbesserte Version des ASH-002 („Thunder Blade“). Dessen Panzerung besteht nun aus einer Aluminium-Legierung, außerdem fliegt er mit einer Spitzengeschwindigkeit von 841 km/h, die Bordkanone kann 4.800 Schüsse in der Minute abgeben.
Die Geschichte ist schnell erklärt: Eine abtrünnige Guerillaarmee will die Weltherrschaft übernehmen. Als Teil einer Spezialeinheit soll dies verhindert werden.
Wie in den meisten Spielen der damaligen Zeit endet das Spiel erst, wenn alle Leben aufgebraucht sind. Am Schluss trägt man sich in eine Highscore-Tabelle ein. Insgesamt besteht das Spiel aus vier Level mit je einem Zwischen- und Endgegner.

## Kritiken
Bis auf die Erwähnung in der ASM 2/89 wurde das Spiel von der deutschsprachigen Messe damals offenbar nicht weiter beachtet. Jedenfalls fällt die zeitgenössische Kritik recht positiv aus. Die Grafik und der Sound wurden überwiegend gelobt, der hohe Schwierigkeitsgrad jedoch bemängelt.
Retrospektiv wird das Spiel kritischer gesehen; der Test der Umsetzung für die Virtual Console (Wii) aus dem Wii Magazin 6/07 bewertet das Spiel deutlich negativer. Hierbei wurde vor allem die mangelhafte Kollisionsabfrage kritisiert, was den Schwierigkeitsgrad zwangsläufig erhöhe.